# Jessica Hayllar
Jessica Ellen Hayllar (Londres, 16 de septiembre de 1858-7 de noviembre de 1940) fue una artista y pintora británica.
Hayllar nació en Londres y era la hija mayor de los nueve hijos de Ellen Phoebe Cavell (1827-1899) y su esposo James Hayllar (1829-1920). La familia vivía en Mecklenburgh Square en Londres y tenía también una casa de campo alquilaba en Suffolk durante varios meses al año hasta que se mudaron a una casa más grande, Castle Priory, junto al Támesis en Wallingford, entonces perteneciente a Berkshire. Hayllar y sus cuatro hermanas fueron a la escuela en Gower Street y su padre, que era un pintor muy respetado, les daba a todas lecciones de arte. Jessica Hayllar se convirtió en la artista más prolífica entre los descendientes de Hayllar, aunque su hermana Edith también logró cierto reconocimiento. Jessica Hayllar expuso regularmente en la Royal Academy de Londres entre 1879 y 1915 y también tuvo obras expuestas en la Society of British Artists, en el Institute of Painters in Oil Colors y en la Royal Manchester Institution. A menudo pintaba escenas domésticas, aldeanos locales y representaba ocasiones y reuniones familiares. Ventanas y portales fueron otro tema recurrente en su obra. La mala salud tras ser atropellada por un carruaje en 1900 redujo en gran medida su producción en sus últimos años mientras vivía en Bournemouth con su padre. En sus últimos años se concentró principalmente en pintar flores.

## Biografía
Jessica Hayllar nació en 1858 en la familia de clase media de James Hayllar y Ellen Cavell Hayllar. Ella era la tercera hija y la primera de género femenino. Hayllar pasó la mayor parte de su infancia en el campo en Wallingford en la casa familiar, Castle Priory, donde ella y sus hermanos aprendieron a pintar con su padre. James Hayllar proporcionó a sus hijas formación artística y su propio estudio independiente, así como todos los materiales que necesitaban y estableció horarios de trabajo. Su formación artística comenzó con el dibujo, el aprendizaje de la perspectiva, el modelado en arcilla, el aguafuerte y el grabado antes de pasar a la pintura. Las hermanas Hayllar siguieron así el modelo tradicional de mujeres artistas que aprendieron de miembros de la familia, a pesar de que en aquel momento las clases de arte públicas ya iban permitiendo el acceso a las mujeres.
Hayllar vivió con sus padres durante toda su vida y nunca se casó. Según Christopher Wood, las mejores obras de Hayllar se pintaron entre 1885 y 1900 y se trata fundamentalmente en escenas domésticas en Castle Priory. En 1899, Jessica se mudó con sus padres de Castle Priory a una casa más pequeña en Bournemouth, donde siguió viviendo con su padre después de la muerte de su madre. Hayllar quedó parcialmente paralizada como consecuencia de un accidente de carruaje en 1900. Pasaría el resto de su vida en silla de ruedas, pero continuó con su labor artística. Después del accidente, el trabajo de Hayllar tendió a centrarse más en las flores, particularmente en las azaleas. Tras la muerte de su padre en 1920, Jessica se mudó a Surrey para vivir con su hermana Edith Hayllar MacKay. 
Jessica Hayllar murió en 1940.

## Carrera profesional
Si bien muchas mujeres artistas victorianas tuvieron la oportunidad de formarse fuera del hogar, las hermanas Hayllar fueron todas educadas por su padre. James Hayllar enseñó a sus hijos a representar temas populares que se venderían, y el trabajo de Jessica, junto con el de sus hermanas, supuso una contribución económica significativa a los ingresos de la familia. Esto era algo inusual para las mujeres artistas de la clase media alta, ya que muchas no querían socavar su reputación de "mujeres nobles". Sin embargo, Hayllar era una artista profesional, preparaba obras de arte para exposiciones, promocionaba su trabajo y participaba en entrevistas para periódicos y revistas.
El trabajo de Hayllar fue bien recibido en su época, tanto en su distrito local como en la comunidad artística victoriana. La Royal Academy exhibió por primera vez una de sus obras en 1879. Después de eso y durante el resto de la vida de Hayllar, todos los años excepto en 1882, al menos una de las pinturas de Hayllar fue exhibida en la Royal Academy. Sus pinturas a menudo se colgaban "en la línea", un honor que significaba que sus pinturas se exhibían al nivel de los ojos de los espectadores. Hayllar también expuso en la Royal Society of Arts, las galerías de arte de la ciudad de Manchester, el Instituto Real de Pintores en Acuarelas, la Galería Dudley y la Galería de Arte Walker.

## Obras más importantes

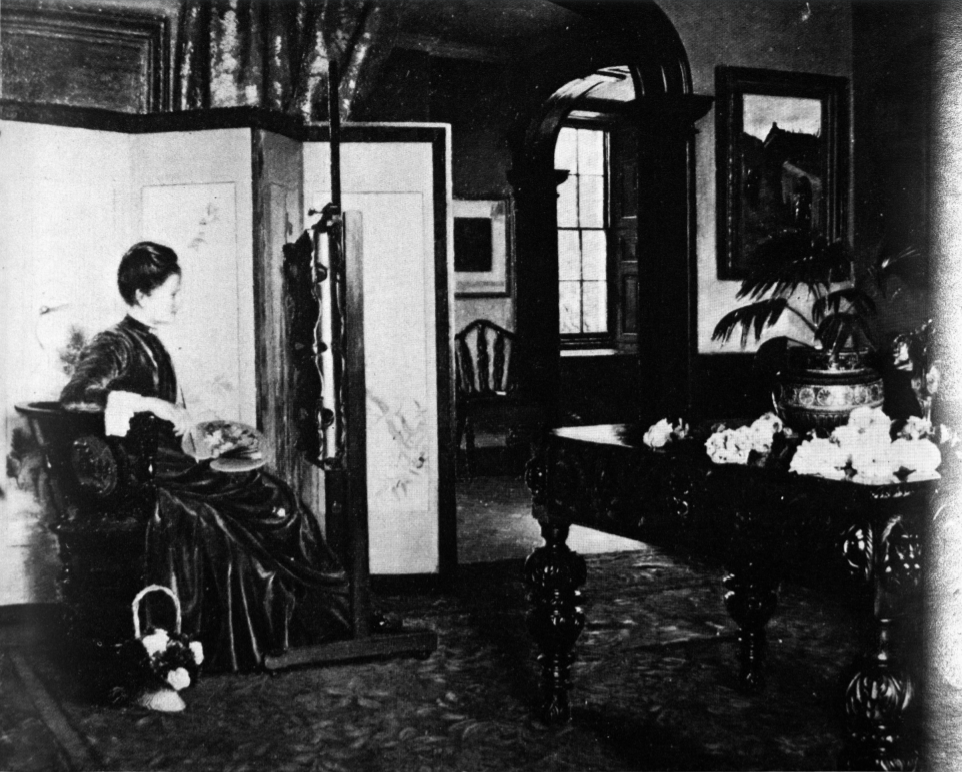
Jessica Hayllar, Finishing Touches, 1887, óleo sobre lienzo, ubicación actual desconocida, fotografía de los álbumes de fotos del trabajo de las hermanas Hayllar.

Una de las principales obras de Jessica Hayllar es Autumn Sunlight (1891). Esta pintura juega con el motivo común de Hayllar de una serie de puertas abiertas y una extraña sensación de espacio. Exhibida en la Exposición de Verano de la Royal Academy of Art de 1891, la pintura representa a una mujer artista. La mujer centra su trabajo artístico sobre el niño del cuadro. En general, este trabajo demuestra la posibilidad de que una mujer sea tanto una buena artista como una buena madre, manteniendo el control de su hogar.
Otra obra muy conocida de Hayllar es A Coming Event, que fue pintada en 1886 y forma parte de una serie que incluye Fresh from the Front de 1887, The Return from Confirmation en 1888 y Fresh from the Altar de 1890. Esta obra pertenece a la colección Forbes de pintores y obras de arte victorianos. La pintura utiliza el espacio y los umbrales para demostrar el momento transformador de la transición de una mujer a la vida matrimonial. La figura principal, la novia, se sienta en un largo pasillo. Una figura diferente en el fondo representa su vida pasada y su familia, mientras que el primer plano incluye símbolos de su futura boda. La serie en su conjunto representa una colección de transiciones de la feminidad, el ritual cristiano y los rituales sociales de la clase media.
La obra de Hayllar de 1887, Finishing Touches, muestra la pintura de una artista. En esta obra, Jessica Hayllar representa a su hermana Edith, también artista. La pintura la enmarca de cerca en un entorno hogareño elaborado. Al hacer una artista femenina digna de ser representada, Hayllar eleva las pinturas de mujeres de un pasatiempo a una profesión. Edith, como artista femenina, reclama el espacio, incluso cuando las aberturas evitan que el espacio se cierre o confine. Este trabajo indica el alto valor que Hayllar le dio a su trabajo y al de sus hermanas; también indica cómo las mujeres artistas podrían enmarcar el espacio para crear propiedad.

## Estilo e influencias

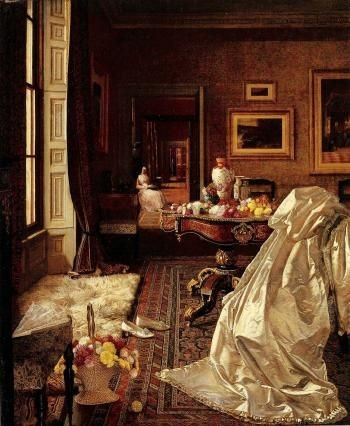
Jessica Hayllar, A Coming Event, 1886, óleo sobre lienzo, anteriormente en la Colección Forbes, Colección Privada.

El trabajo de Jessica Hayllar obviamente estuvo fuertemente influenciado por el de su padre, James Hayllar, quien fue su principal instructor artístico. Según las instrucciones de James, las obras de arte de sus hijas debían ser meticulosamente realistas. Comparado con el trabajo de su padre, el trabajo de Jessica Hayllar es menos académico. Tiende a ser de menor escala y menos elaborado, con menos figuras. También es menos idílico y sentimental. Sin embargo, la influencia de James Hayllar se siente en los detalles meticulosos y el realismo casi fotográfico de Jessica Hayllar. También se ve en los temas de Hayllar, que se centran en la vida de la clase media alta y los espacios sociales de la feminidad de la clase media. El propio Hayllar a menudo pintaba retratos, escenas de género y bodegones. El trabajo de Jessica a menudo está relacionado con el de sus hermanas, Mary, Edith y Kate. En los años del trabajo de Hayllar en Castle Priory, sin duda fueron una gran influencia entre ellos. Sin embargo, Jessica es la única hermana que pintó durante toda su vida. Por el contrario, Mary y Edith dejaron de pintar después de casarse y Kate se convirtió en enfermera.
Es posible que Jessica Hayllar haya sido influenciada también por su vecino, el artista George Dunlop Leslie, que  se mudó al lado de los Hayllar en 1883. Así como solía posar para su padre, Hayllar también pudo haber sido modelo para Leslie. Leslie tuvo una clara influencia estilística en Mary, la hermana de Jessica, pero su propia tendencia a pintar escenas domésticas también puede haber influido en Jessica Hayllar.
El trabajo de Hayllar también puede haber sido influenciado por la fotografía, ya que la familia Hayllar usaba fotografías para mantener registros de sus trabajos. Es posible que Hayllar incluso haya utilizado la fotografía como ayuda para su trabajo. Sus composiciones parecen reflejar la influencia de la fotografía con su enfoque detallado, espacio de imagen aplanado, diseño preciso y composiciones recortadas.
Gran parte del arte de Hayllar se centra en la vida cotidiana, con muchas escenas de la casa de la familia Hayllar en Wallingford. Su obra ha sido denominada "una visión fascinante de la vida de un hogar victoriano típico de clase media". Hayllar se centró en naturalezas muertas, flores e imágenes de mujeres y niños de clase media en el hogar. Hayllar pintó una gran cantidad de escenas domésticas, utilizando a los miembros de su familia como modelos, un método que pretendía indicar moralidad y piedad. Estas obras a menudo revelan los elaborados rituales sociales que caracterizaban la vida burguesa victoriana. La mayor parte del trabajo de Jessica Hayllar presenta una visión idealizada de la vida doméstica femenina; estas pueden haber sido sus opiniones como mujer de la era victoriana, o puede haber sido una simple decisión de pintar lo que ella entendía que se vendería mejor. En particular, dos de las obras de Hayllar, Finishing Touches (1887) y Autumn Sunlight (1891), representan a mujeres creando obras de arte en el hogar. Esta práctica de artistas femeninas pintándose entre sí fue una forma de elevar su profesión más allá de un simple pasatiempo. Las mujeres en el arte de Hayllar interactúan entre sí a través del espacio doméstico, pero su preocupación por el trabajo doméstico desvía el voyerismo masculino.
Gran parte del trabajo de Hayllar trata sobre el espacio doméstico, y los entornos domésticos a menudo se enfatizan más que las figuras o los eventos. Esto es quizás más evidente en Fresh from the Altar, que se centra en el espacio general de la casa en lugar de la figura de la novia. El arte de Hayllar muestra con frecuencia flores, muebles y otros aspectos del diseño decorativo. Hayllar repetía a menudo el mismo motivo de una serie de puertas abiertas. Esto era visualmente interesante porque creaba profundidad, por lo que era fácilmente comercializable. Otro tema importante en el arte de Hayllar son los niños que interactúan con los adultos, en particular las figuras maternas. A menudo muestra a madres educando a sus hijos. Los sirvientes a veces se incluyen en el arte de Hayllar como símbolos del orden doméstico y guardianes del ritual doméstico de la clase media. Hayllar también muestra interés por los objetos exóticos importados, lo que refleja la influencia del japonismo y posiblemente también del imperialismo cultural. En su trabajo, a menudo incluía una cierta pantalla plegable japonesa que representaba pequeños pájaros y grullas. Hayllar usó esta pantalla como dispositivo para crear espacios íntimos, ocultar aspectos de la composición, actuar como fondo o enfatizar el tema. Los pájaros en la pantalla pueden simbolizar una vida larga y feliz, un mensaje propicio para las cálidas atmósferas hogareñas que creó Hayllar.
Como mujer victoriana, Hayllar trabajó en la intersección entre el aumento de la educación y el empleo para las mujeres y el concepto de "esferas separadas", en las que las mujeres estaban destinadas a quedarse en casa y los hombres debían ser estar en la esfera pública. El “culto a la verdadera feminidad” idealizaba a las mujeres como modelos morales y espirituales para los hombres. Esto significaba que estaban a cargo de educar a sus hijos y de apoyarlos. Esto les dio una voz en la esfera doméstica, pero generalmente restringió su capacidad de trabajar en esferas más públicas.
Christopher Wood es el principal investigador sobre la familia Hayllar. Consideraba a las hermanas "aficionadas con talento" siendo en su opinión su principal contribución el registrar la vida en el campo de la clase media victoriana.
Deborah Cherry comenta que el arte de Hayllar juega con temas tanto relacionados con el patriarcado como con el imperialismo. Ella llega a esta conclusión basándose en la prevalencia de escenas domésticas en la obra de Hayllar, que parece representar una vida doméstica feliz. Cherry considera que la obra de Hayllar pinta un mundo cerrado y contenido que representa las costumbres victorianas como un orden social ideal. Para Cherry, este tipo de trabajo es una forma de enfrentarse a la crisis social de la época: el aumento de las oportunidades para las mujeres, la redefinición de los roles de género, el ascenso del socialismo y la lucha entre colonias y colonizadores.
La tesis doctoral de Mary Gabrielle Hayllar sirve de biografía de la vida de las hermanas Hayllar. En la misma, la autora argumenta en contra de las afirmaciones patriarcales de Cherry. Mary Gabrielle Hayllar considera que las decisiones artísticas de Hayllar se basan principalmente en el deseo de ganar dinero, más que en el deseo de abrazar los ideales victorianos. Mary Hayllar argumenta que las hermanas eran más que aficionadas y analiza el atractivo comercial de sus obras. Ella enmarca esto como un aspecto de la modernidad de las obras de las hermanas Hayllar.
El arte centrado en el hogar de Jessica Hayllar moldeó y difundió los ideales victorianos de clase media. Si bien el impacto de Hayllar no se ha estudiado en profundidad, su contribución sigue siendo significativa porque es muestra de que las mujeres artistas victorianas podían tener éxito tanto en exposiciones como en ingresos. La manipulación del espacio por parte de Hayllar se puede entender en un contexto más amplio de mujeres artistas que usan el espacio para definir sus roles en la sociedad. Su trabajo se puede utilizar para ver cómo era la vida victoriana de clase media y cómo se definían a sí mismas las mujeres en la sociedad victoriana.

## Obras adicionales

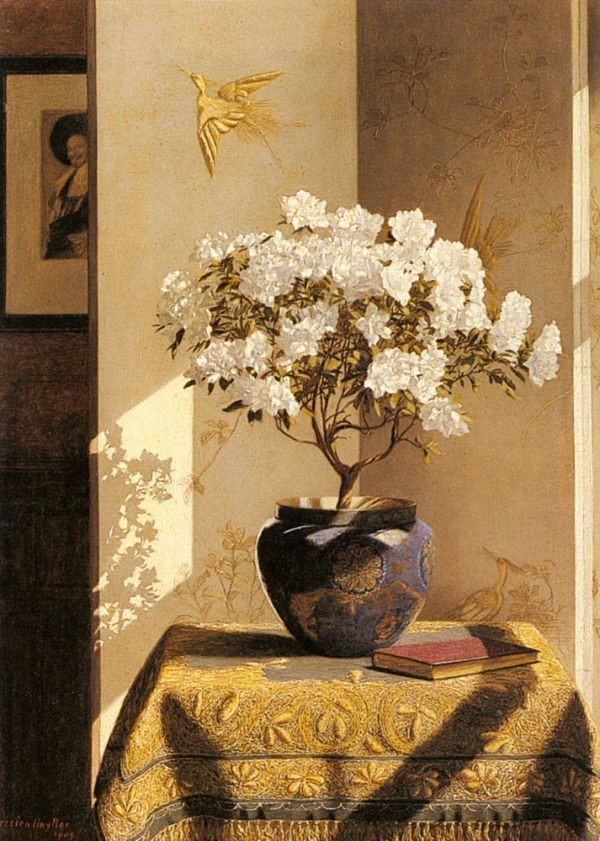
Jessica Hayllar, A Sunny Corner, 1909, óleo sobre tabla, Colección privada.
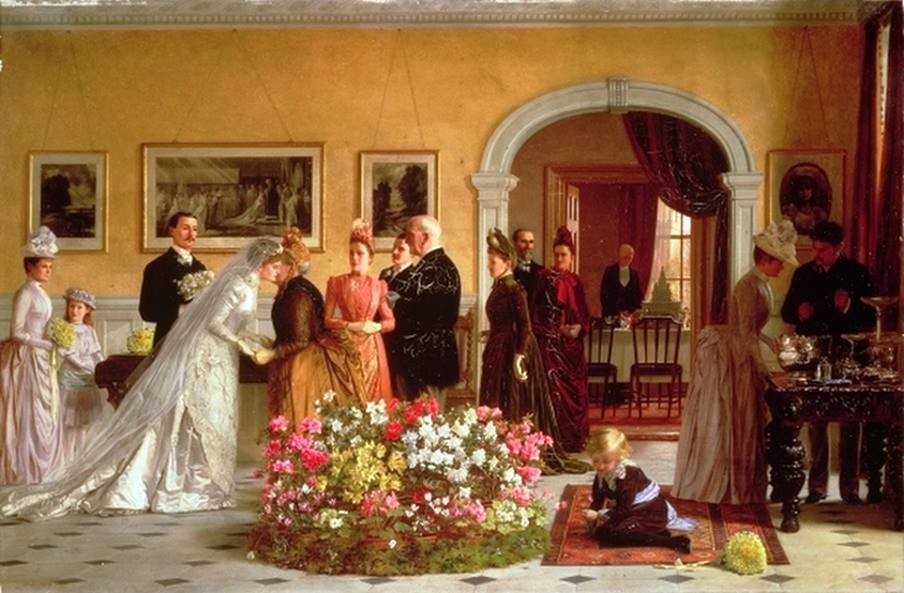
Jessica Hayllar, Fresh from the Altar, 1890, óleo sobre lienzo, Colección privada.
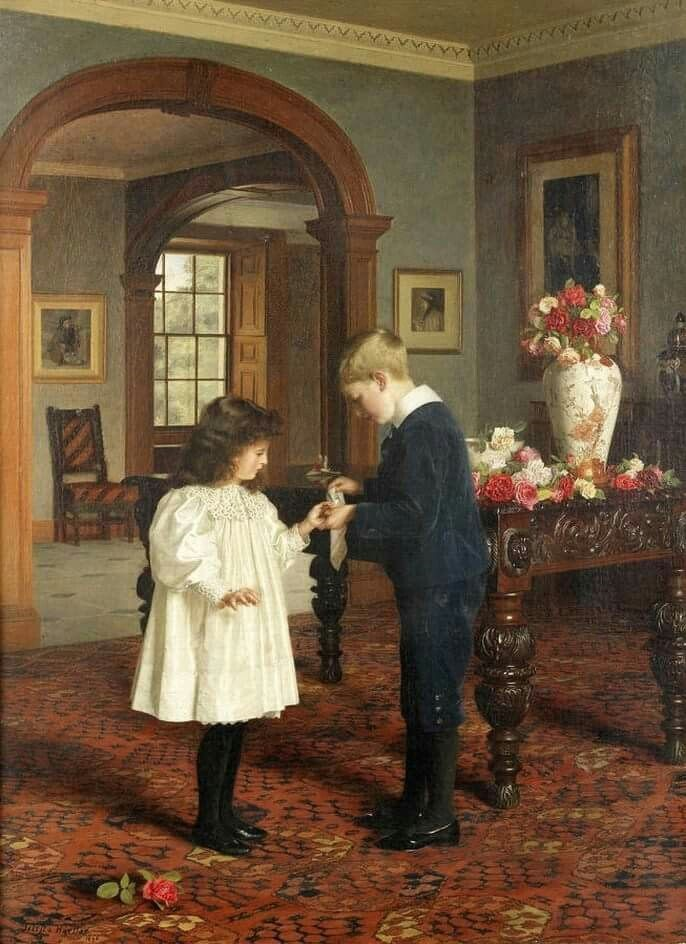
Jessica Hayllar, Todo mejor ahora, 1896, óleo sobre lienzo, Colección privada.